# Kallsjön
För andra betydelser, se Kallsjön (olika betydelser).
Kallsjön är en sjö i Åre kommun i Jämtland och ingår i Indalsälvens huvudavrinningsområde. Sjön är 134 meter djup, har en yta på 158 kvadratkilometer och befinner sig 382 meter över havet. Sjön avvattnas av Järpströmmen som är en biflod till Indalsälven.
Kallsjön som sedan tidigt 1940-tal är reglerad för elproduktionsändamål har en yta på 156 km², är 134 m djup och är Sveriges till volymen 9:e största sjö, 6,1 miljarder m³ (6,1 km³).
Kall är numera namnet på kyrkbyn på sjöns östra sida. På sjöns västra sida finns byn Huså, som fram till tidigt 1900-tal var bruksort. Vid sjöns södra ände ligger byn Bonäshamn. Sjöns utlopp är i södra änden och rinner via Järpströmmen ned till kommunens centralort Järpen där vattnet rinner ut i sjön Liten, som också är en del av Indalsälven.

## Namnet
Namnet kommer troligen från det dialektala ordet för karl. Sjöns ursprungliga namn (Kalln) betyder alltså karlen eller gubben och har således inget med kyla att göra. Den karl man syftade på skall enligt traditionen ha varit en man vid namn Karl som var släkt med guden Frö som gett Frösön i Storsjön dess namn.

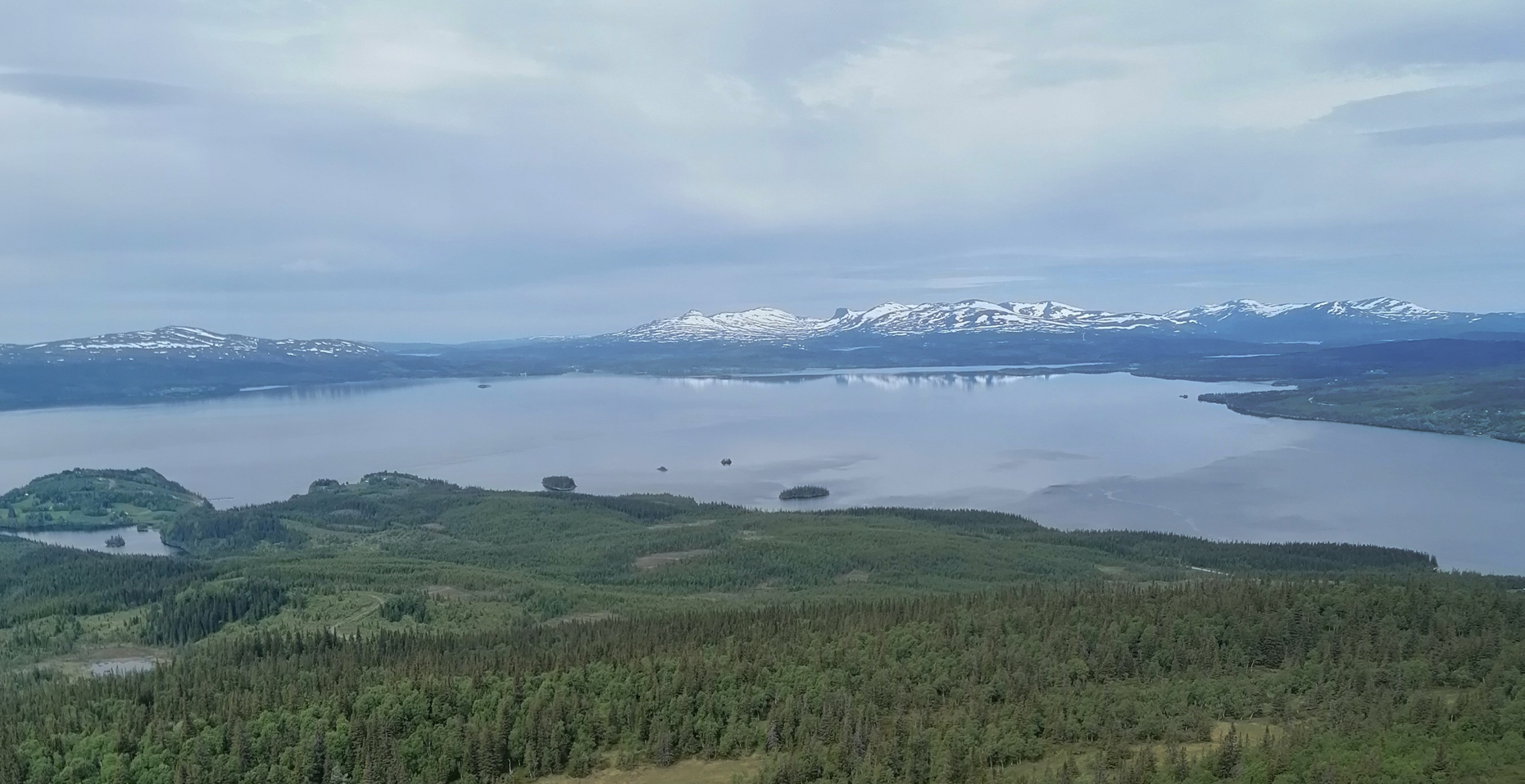
Kallsjön med Skäckerfjällen i bakgrunden

## Delavrinningsområde
Kallsjön ingår i delavrinningsområde (705290-136492) som SMHI kallar för Utloppet av Kallsjön. Medelhöjden är 437 meter över havet och ytan är 329,29 kvadratkilometer. Räknas de 260 avrinningsområdena uppströms in blir den ackumulerade arean 2 999,17 kvadratkilometer. Avrinningsområdets utflöde Indalsälven mynnar i havet. Avrinningsområdet består mestadels av skog (41 procent). Avrinningsområdet har 158,06 kvadratkilometer vattenytor vilket ger det en sjöprocent på 48 procent.